# Питерсон, Ламонт
Ламонт Питерсон (англ. Lamont Peterson; родился 24 января 1984 года в Вашингтоне, США) — американский боксёр-профессионал, выступавший в полусредней весовой категории. Чемпион мира в 1-й полусредней (временный WBO, 2009; «суперверсия» WBA, 2011—2012; версия IBF, 2011—2014.), полусредней («регулярный чемпион» WBA, 2017) весовых категориях.

## Любительская карьера
В 2001 году выиграл Национальный чемпионат «Золотые перчатки» в лёгкой весовой категории.
В 2003 году стал чемпионом США (в весовой категории 141 фунт). Он имеет победы над Роком Алленом в 2003 году, которые избили его дважды в 2004 олимпийском коробке-офф, Майком Альварадо и Андре Дирреллом, а также 2003 любительским чемпионом мира Вилли Блен (в 2003 году).

## Профессиональная карьера
Дебютировал в сентябре 2004 года, одержав победу техническим нокаутом в 1-м раунде. Поединок проходил в рамках шоу, организованного телеканалом HBO, главным событием которого был бой Глен Джонсон — Рой Джонс.
17 февраля 2006 года завоевал титул чемпиона США по версии WBC.
В сентябре 2007 года завоевал титул Северной Америки по версии WBO NABO.
4 января 2008 года победил по очкам неимеющего поражений бразильца Антонио Мескуита (34-0). 1 ноября 2008 года завоевал временный титул чемпиона Северной Америки по версии NABF.

### Бой с Вилли Бленом
В апреле 2009 года в Пуэрто-Рико Питерсон встретился с непобеждённым французом Вилли Бленом (20-0). На кону стоял вакантный временный титул WBO в 1-м полусреднем весе. В 7-м раунд Блен получил травму руки и не смог продолжить бой. Была зафиксирована победа Питерсона техническим нокаутом. Питерсон стал временным чемпионом в 1-м полусреднем весе. Поединок проходил в рамках шоу, организованного телеканалом HBO, главным событием которого был бой Хуан Мануэль Лопес — Джерри Пеналоса.

### Чемпионский бой с Тимоти Брэдли
В декабре 2009 года Питерсон встретился с «полноценным» чемпионом мира по версии WBO в 1-м полусреднем весе Тимоти Брэдли. В 3-м раунде после удара правой Питерсон побывал на полу, но смог подняться и достоять до финального гонга, по ходу встречи оказывая достойное, хотя и безуспешное, сопротивление Брэдли. По итогам 12-ти раундов судьи отдали победу Тимоти со счетом 118—110, 119—108 и 120—107.
В апреле 2010 года Питерсон одержал победу техническим нокаутом в 7-м раунде над Дэмианом Фуллером.

### Бой с Виктором Ортисом
В декабре 2010 года Питерсон встретился с Виктором Ортисом. Более физически сильный Ортис выступал агрессором этого боя, тогда как Питерсон сделал ставку на скорости и старался держать противника на дистанции. Поначалу у Ламонта получалось уходить от силовой борьбы за счёт работы предельно осторожным 2-м номером, но уже в 3-м раунде Виктор всё-таки догнал соперника, дважды отправив того в нокдаун. Питерсон успел «выжить» лишь за счёт гонга на перерыв. Впоследствии Ламонт не только восстановился, но и сумел выровнять бой за счёт умной работы на контратаках. Ортис, мощно начавший бой, к его финишу очень сильно устал, выказав проблемы функционального характера, чем намного облегчил задачу быстрому противнику. В итоге двое судей пришли к мнению, что справедливым результатом встречи будет ничья, 94-94, тогда как третий отдал предпочтение Питерсону — 95-93. Поединок проходил в рамках шоу, организованного телеканалом HBO, главным событием которого был бой Амир Хан — Маркос Майдана.
В июле 2011 года Питерсон встретился с доминиканцем Виктором Мануэлем Кайо. На кону стояло звание официального претендента на титул чемпиона мира по версии IBF в 1-м полусреднем весе. Бой, проходивший с преимуществом Питерсона, завершился после точных попаданий Ламонта по корпусу и в голову. Кайо опустился на колени и не смог продолжить встречу, до окончания которой оставались считанные секунды.

### Бой с Амиром Ханом
В декабре 2011 года Питерсон вышел на ринг против чемпиона мира по версиям WBA и IBF в 1-м полусреднем весе Амира Хана. В 1-м раунде Хан отправил Питерсона в легкий нокдаун, а также был лучше во 2-м, боксируя сугубо вторым номером, но часто переходя в быстрые и непродолжительные наступления. В 3-м раунде лучше был Питерсон, большую часть времени забивая заблокировавшегося британца у канатов, сосредоточившись на корпусе чемпиона. Затяжной спурт отнял у Питерсона много сил, и в дальнейшем он уже не мог производить столь же продолжительные бомбардировки, чем неустанно пользовался традиционно очень мобильный Хан. Тем не менее, большим превосходство Амира назвать было нельзя, несколько раундов записал на свой счет Питерсон, а в 7-м и 12-м раундах с Хана было снято по одному очку за постоянные толчки соперника. По итогам 12-ти раундов мнения судей разделились: один дал 115—110 в пользу Хана, двое других — 113—112 в пользу Питерсона. Ламонт Питерсон стал новым чемпионом мира по двум версиям в 1-м полусреднем весе.

### Бой с Кендаллом Холтом
В феврале 2013 года Питерсон после 14-ти месяцев перерыва впервые вышел на ринг защищать принадлежащий ему титул IBF в 1-м полусреднем весе, встретившись с обязательным претендентом и экс-чемпионом мира Кендаллом Холтом. Питерсон отправил соперника в нокдаун в 4-м раунде попаданием справа и обеспечил ему несладкую жизнь в 5-м, хотя в течение этих трех минут обошлось уже без нокдауна. В 6-м раунде попавший под град ударов Холт побывал на канвасе ещё раз, с трудом продержавшись до гонга на перерыв, а в 8-й трехминутке бой, наконец, пришёл туда, куда стремился с самого начала: Питерсон вновь дал волю кулакам и принялся избивать претендента до тех пор, пока рефери не решил остановить встречу.

### Бой с Лукасом Мартином Маттиссе
Уже во втором раунде Питерсону пришлось побывать на полу и ещё дважды очутиться в нокдаунах в третьем. Рефери в ринге Стив Смогер остановился встречу на 2:14. По итогам встречи оба противника, согласно договоренности на бой, сохранили за собой свои титулы, которые не были на кону.

### Чемпионский бой с Эрролом Спенсом
20 января 2018 года встретился с чемпионом мира версии IBF американцем Эрролом Спенсом. Спенс полностью контролировал ход боя, был быстрее и точнее своего противника. В 5-м раунде чемпион отправил претендента в нокдаун. Преимущество Спенса всё увеличивалось и, после 7-го раунда, угол Питерсона отказался от продолжения боя.

## Список поединков
В таблице перечислены результаты всех поединков боксёров.
В каждой строке указан результат поединка. Дополнительно номер поединка обозначен цветом, который обозначает итог поединка. Расшифровка обозначений и цветов представлена в нижеследующей таблице.
| Пример | Расшифровка                     |
| ------ | ------------------------------- |
|        | Победа                          |
|        | Ничья                           |
|        | Поражение                       |
|        | Планируемый поединок            |
|        | Поединок признан несостоявшимся |
| КО     | Нокаут                          |
| ТКО    | Технический нокаут              |
| PTS    | Решение судей (по очкам)        |
| UD     | Единогласное решение судей      |
| MD     | Решение большинства судей       |
| SD     | Раздельное решение судей        |
| RTD    | Отказ от продолжения боя        |
| DQ     | Дисквалификация                 |
| NC     | Поединок признан несостоявшимся |

| Результат | Оппонент                        | Тип | Раунд, Время  | Дата             | Место                                          | Дополнительно |
| 35-6-1    | Майкл Огундо (16-16)            | TKO | 4 (6)         | 7 января 2023    | Кэпитал Уан-арена, Вашингтон, США              | |
| 35-5-1    | Сергей Липинец (14-1)           | TKO | 10 (12), 2:59 | 24 марта 2019    | MGM National Harbor, Оксон-Хилл, Мэриленд, США | После боя Питерсон объявил о завершении боксёрской карьеры. |
| 35-4-1    | Эррол Спенс (22-0)              | RTD | 7 (12), 3:00  | 20 января 2018   | Бруклин, Нью-Йорк США                          | Бой за титул чемпиона мира в полусреднем весе по версии IBF (1-я защита Спенса). Питерсон в нокдауне в 5-м раунде. |
| 35-3-1    | Давид Аванесян (22-1-1)         | UD  | 12            | 18 февраля 2017  | Цинциннати, Огайо, США                         | Завоевал титул чемпиона мира по версии WBA в полусреднем весе (2-я защита Аванесяна). |
| 34-3-1    | Феликс Диас (17-0)              | MD  | 12            | 17 октября 2015  | Фэрфакс, Виргиния, США                         | 114-114, 116-112, 117-111. |
| 33-3-1    | Дэнни Гарсия (29-0)             | MD  | 12            | 11 апреля 2015   | Бруклин, Нью-Йорк, США                         | 114-114, 113-115, 113-115. |
| 33-2-1    | Эдгар Сантана (29-4)            | TKO | 10 (12), 2:48 | 9 августа 2014   | Бруклин, Нью-Йорк, США                         | Защитил титул IBF в первом полусреднем весе. |
| 32-2-1    | Дьерри Жан (25-0)               | UD  | 12            | 25 января 2014   | Вашингтон, США                                 | 118-111, 116-112, 115-113. Защитил титул IBF в первом полусреднем весе. |
| 31-2-1    | Лукас Матиссе (33-2)            | TKO | 3 (12), 2:14  | 18 мая 2013      | Атлантик-Сити, Нью-Джерси, США                 | Нетитульный бой в промежуточном весе 141 фунт. Сохранил титул IBF в первом полусреднем весе. Питерсон 1 раз в нокдауне во 2 раунде, 2 раза в 3 раунде.                                                                     |
| 31-1-1    | Кендалл Холт (28-5)             | TKO | 8 (12), 1:42  | 22 марта 2013    | Вашингтон, США                                 | Защитил титул IBF в первом полусреднем весе. |
| 30-1-1    | Амир Хан (26-1)                 | SD  | 12            | 10 декабря 2011  | Вашингтон, США                                 | 110-115, 113-112, 113-112. Выиграл титулы IBF и WBA Super в первом полусреднем весе. Лишен титула WBA Super по результатам послематчевого допинг-анализа. Питерсон в нокдауне в 1 раунде, Хан оштрафован в 7 и 12 раундах. |
| 29-1-1    | Виктор Мануэль Кайо (26-1)      | KO  | 12 (12), 2:46 | 29 июля 2011     | Лас-Вегас, Невада, США                         | Претендентский бой IBF в первом полусреднем весе. |
| 28-1-1    | Виктор Ортис (28-2)             | MD  | 10            | 11 декабря 2010  | Лас-Вегас, Невада, США                         | 95-93, 94-94, 94-94. Питерсон 2 раза в нокдауне в 3 раунде. |
| 28-1      | Дэмиан Фуллер (30-6)            | TKO | 7 (10), 1:10  | 10 апреля 2010   | Лас-Вегас, Невада, США                         | |
| 27-1      | Тимоти Брэдли (24-0)            | UD  | 12            | 12 декабря 2009  | Ранчо-Мираж, Калифорния, США                   | 110-118, 108-119, 107-120. Бой за титул WBO в первом полусреднем весе. |
| 27-0      | Вилли Блен (20-0)               | TKO | 7 (10), 1:47  | 25 апреля 2009   | Баямон, Пуэрто-Рико                            | Выиграл временный титул WBO в первом полусреднем вес. |
| 26-0      | Леонардо Тайнер (19-1)          | UD  | 10 (10)       | 1 ноября 2008    | Лас Вегас, Невада, США                         | 99-90 99-87 98-91. |
| 25-0      | Рохелио Кастанеда (24-13)       | TKO | 9 (10) 2:50   | 5 июля 2008      | Лас Вегас, Невада, США                         | |
| 24-0      | Антонио Мескуита (34-0)         | UD  | 10 (10)       | 4 января 2008    | Билокси, Миссисипи, США                        | 100-89 99-90 98-93. |
| 23-0      | Умберто Толедо (31-4)           | KO  | 1 (8), 2:28   | 17 ноября 2007   | Провиденсьялес, Теркс и Кайкос                 | |
| 22-0      | Франки Сантос (15-3)            | RTD | 6 (12)        | 7 сентября 2007  | Билокси, Миссисипи, США                        | |
| 21-0      | Джон Браун (23-13)              | TKO | 8 (10), 0:28  | 25 мая 2007      | Вашингтон, США                                 | |
| 20-0      | Хуакин Галлардо (17-5)          | UD  | 8 (8)         | 5 января 2007    | Билокси, Миссисипи, США                        | 80-74 80-72 80-72. |
| 19-0      | Мартиз Логан (24-25)            | UD  | 8 (8)         | 18 ноября 2006   | Тьюника, Миссисипи, США                        | |
| 18-0      | Омар Бернал (25-8)              | TKO | 6 (8), 1:19   | 1 сентября 2006  | Ист-Пеория, Иллинойс, США                      | |
| 17-0      | Марио Рамос (16-2)              | UD  | 10 (10)       | 28 апреля 2006   | Нью-Таун Северная Дакота, США                  | 100-90 100-90 99-93. |
| 16-0      | Хосе Лео Морено (12-1)          | UD  | 10 (10)       | 17 февраля 2006  | Мемфис, Теннесси, США                          | 100-90 99-91 100-90. |
| 15-0      | Джонни Уолкер (18-18)           | TKO | 3 (6)         | 10 декабря 2005  | Тьюника, Миссисипи, США                        | |
| 14-0      | Роберт Франкель (11-3)          | UD  | 8 (8)         | 2 сентября 2005  | Литл-Рок, Арканзас, США                        | 80-72 80-72 80-72. |
| 13-0      | Мичер Майор (7-1)               | UD  | 6 (6)         | 20 августа 2005  | Билокси, Миссисипи, США                        | 60-54 60-54 60-54. |
| 12-0      | Мигель Ангел Торресильяс (16-4) | UD  | 10 (10)       | 19 июля 2005     | Лула, Миссисипи, США                           | 100-90 100-90 98-92. |
| 11-0      | Джон Фрейзер (4-11)             | TKO | 1 (6)         | 18 июня 2005     | Мемфис, Теннесси, США                          | |
| 10-0      | Майкел Уильямс (2-7)            | UD  | 6 (6)         | 22 мая 2005      | Чокто, Миссисипи, США                          | |
| 9-0       | Орландо Хесус Сото (7-8)        | UD  | 6 (6)         | 30 апреля 2005   | Чокто, Миссисипи, США                          | |
| 8-0       | Ларри Каннингем (0-0)           | TKO | 4             | 23 апреля 2005   | Тьюника, Миссисипи, США                        | |
| 7-0       | Оскар Перес (1-2)               | TKO | 1 (4), 2:23   | 9 апреля 2005    | Эль-Пасо Техас, США                            | |
| 6-0       | Шелдон Мосли (1-8)              | TKO | 2 (6)         | 19 февраля 2005  | Лула, Миссисипи, США                           | |
| 5-0       | Стив Вёрдин (3-18)              | UD  | 4 (4)         | 22 января 2005   | Тьюника, Миссисипи, США                        | |
| 4-0       | Даниэль Крайкрафт (8-13)        | UD  | 4 (4)         | 12 декабря 2004  | Вашингтон, США                                 | 40-35 40-35 40-35. |
| 3-0       | Майкл Мосс (10-24)              | KO  | 1 (4),2:20    | 5 ноября 2004    | Тьюника, Миссисипи, США                        | |
| 2-0       | Уолтер Джиллиям (1-9)           | UD  | 4 (4)         | 23 октября 2004  | Лула, Миссисипи, США                           | |
| 1-0       | Николас Диан (0-1)              | TKO | 1 (4),0:22    | 25 сентября 2004 | Мемфис, Теннесси, США                          | |